# Échallat
Pour l’article homonyme, voir Échalas.
Échallat est une commune du Sud-Ouest de la France, située dans le département de la Charente (région Nouvelle-Aquitaine).

## Géographie

### Localisation et accès
Échallat est une commune située à 18 km au nord-ouest d'Angoulême à mi-chemin entre Hiersac, chef-lieu de son canton, et Rouillac.
Elle est à 6 km au sud de Rouillac, 7 km au nord d'Hiersac, 11 km de Jarnac, 14 km de Châteauneuf, 15 km de Montignac et 22 km de Cognac.
La commune est traversée par la D 14, route d'Hiersac à Rouillac, qui passe au bourg. La N 141, route Centre-Europe Atlantique entre Angoulême, Cognac et Saintes, passe à 5 km au sud. La D 18 mène du bourg à l'échangeur en direction de Jarnac. La D 63 va vers le sud en direction de Châteauneuf. La D 119 va du nord-ouest au sud-est de Vaux-Rouillac à Douzat.

### Hameaux et lieux-dits
La commune compte quelques hameaux : l'Habit est au sud-est du bourg. Les autres hameaux ont la particularité d'être en limite de commune : Fontenelle au nord-est, Sainte-Catherine et Puybolier au nord, les Rigauds et le Puy Saint-Jean à l'ouest, Villars au sud.

### Communes limitrophes
| Vaux-Rouillac | Saint-Cybardeaux | Saint-Amant-de-Nouère |
| Fleurac       | Échallat         |                       |
|               | Mérignac         | Douzat                |

### Géologie et relief
La commune occupe un plateau calcaire qui appartient au Portlandien (Jurassique supérieur). Une petite zone de grèzes est située au nord-ouest du bourg,,.
Le relief de la commune est celui d'un bas plateau légèrement incliné vers le sud. Le point culminant est à une altitude de 149 m, situé en limite nord à Sainte-Catherine (château d'eau). Le point le plus bas est à 50 m, situé en limite sud, à Villars. Le bourg, niché dans une vallée sèche, est à 95 m d'altitude.

### Hydrographie

#### Réseau hydrographique

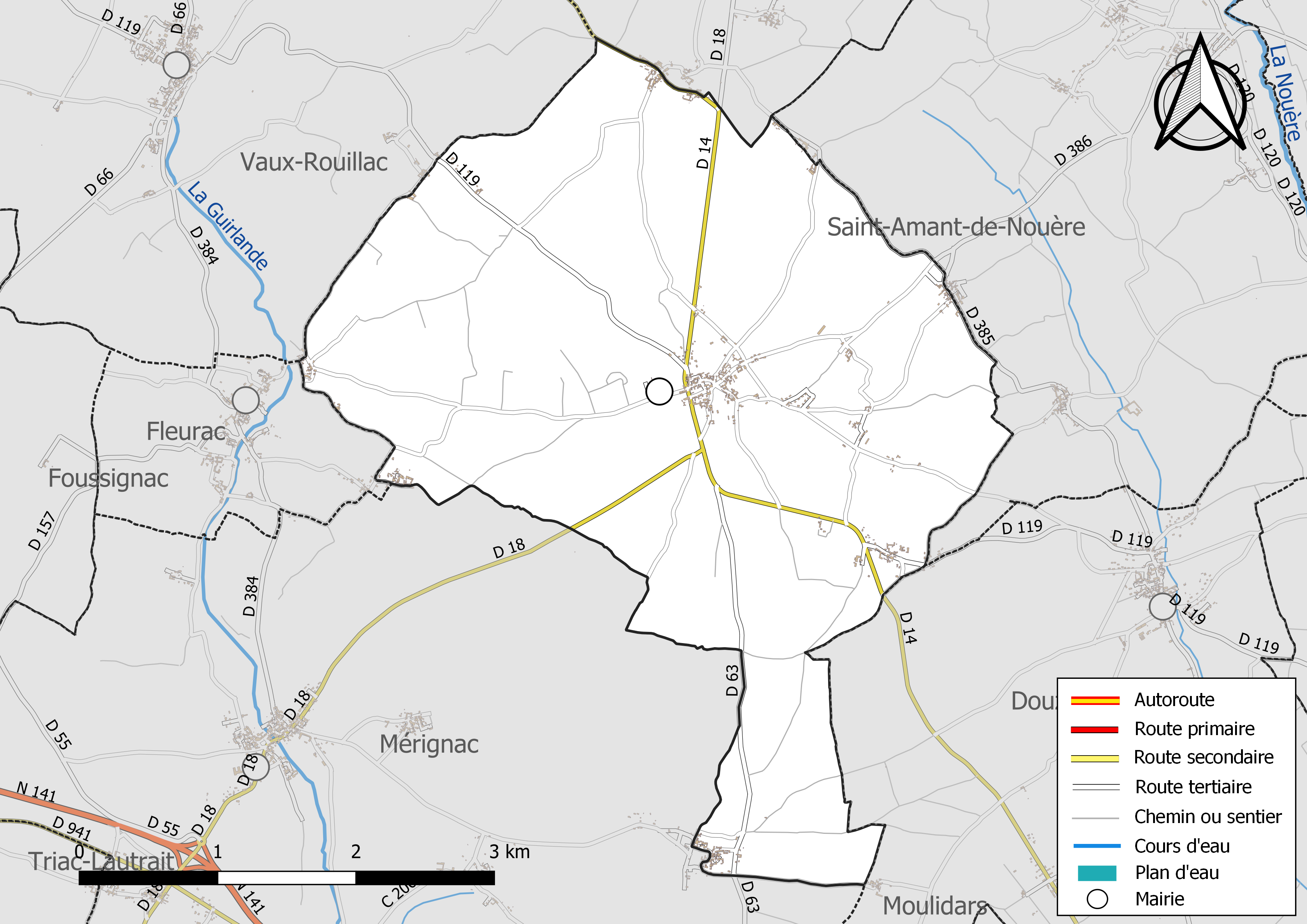
Réseaux hydrographique et routier d'Échallat.

La commune est située dans le bassin versant de la Charente au sein  du Bassin Adour-Garonne. Aucun cours d'eau permanent n'est répertorié sur la commune,.

### Climat
Comme dans les trois quarts sud et ouest du département, le climat est océanique aquitain.

## Urbanisme

### Typologie
Au 1er janvier 2024, Échallat est catégorisée commune rurale à habitat dispersé, selon la nouvelle grille communale de densité à 7 niveaux définie par l'Insee en 2022.
Elle est située hors unité urbaine. Par ailleurs la commune fait partie de l'aire d'attraction d'Angoulême, dont elle est une commune de la couronne,. Cette aire, qui regroupe 94 communes, est catégorisée dans les aires de 50 000 à moins de 200 000 habitants,.

### Occupation des sols
L'occupation des sols de la commune, telle qu'elle ressort de la base de données européenne d’occupation biophysique des sols Corine Land Cover (CLC), est marquée par l'importance des territoires agricoles (88,4 % en 2018), en diminution par rapport à 1990 (90,1 %). La répartition détaillée en 2018 est la suivante : 
cultures permanentes (42,9 %), terres arables (29 %), zones agricoles hétérogènes (16,5 %), forêts (9,5 %), zones urbanisées (2,1 %). L'évolution de l’occupation des sols de la commune et de ses infrastructures peut être observée sur les différentes représentations cartographiques du territoire : la carte de Cassini (XVIIIe siècle), la carte d'état-major (1820-1866) et les cartes ou photos aériennes de l'IGN pour la période actuelle (1950 à aujourd'hui).

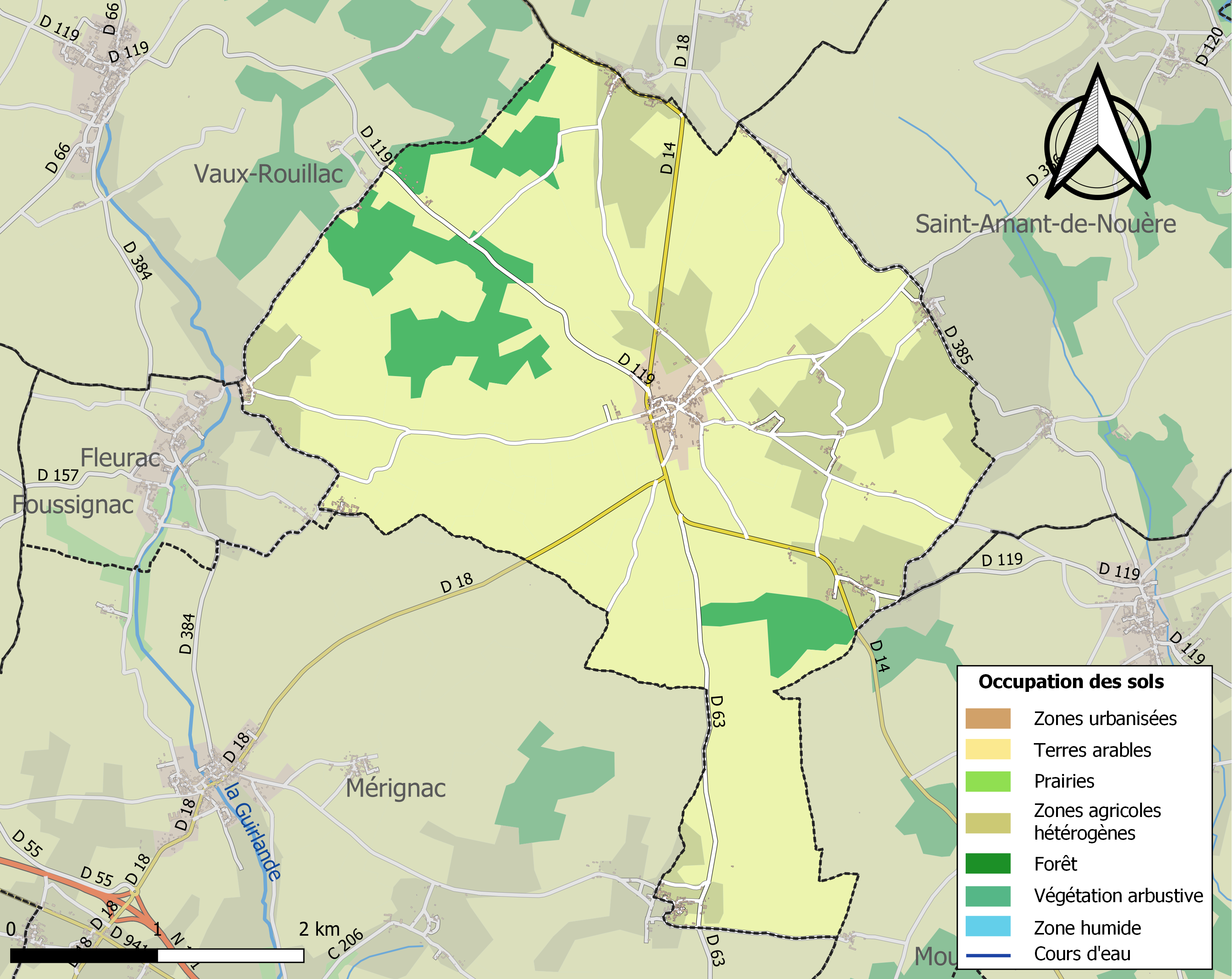
Carte des infrastructures et de l'occupation des sols de la commune en 2018 (CLC).

### Risques majeurs
Le territoire de la commune d'Échallat est vulnérable à différents aléas naturels : météorologiques (tempête, orage, neige, grand froid, canicule ou sécheresse), inondations et séisme (sismicité modérée). Un site publié par le BRGM permet d'évaluer simplement et rapidement les risques d'un bien localisé soit par son adresse soit par le numéro de sa parcelle.
Certaines parties du territoire communal sont susceptibles d’être affectées par le risque d’inondation par ruissellement et coulée de boue, notamment La commune a été reconnue en état de catastrophe naturelle au titre des dommages causés par les inondations et coulées de boue survenues en 1982 et 1999,.

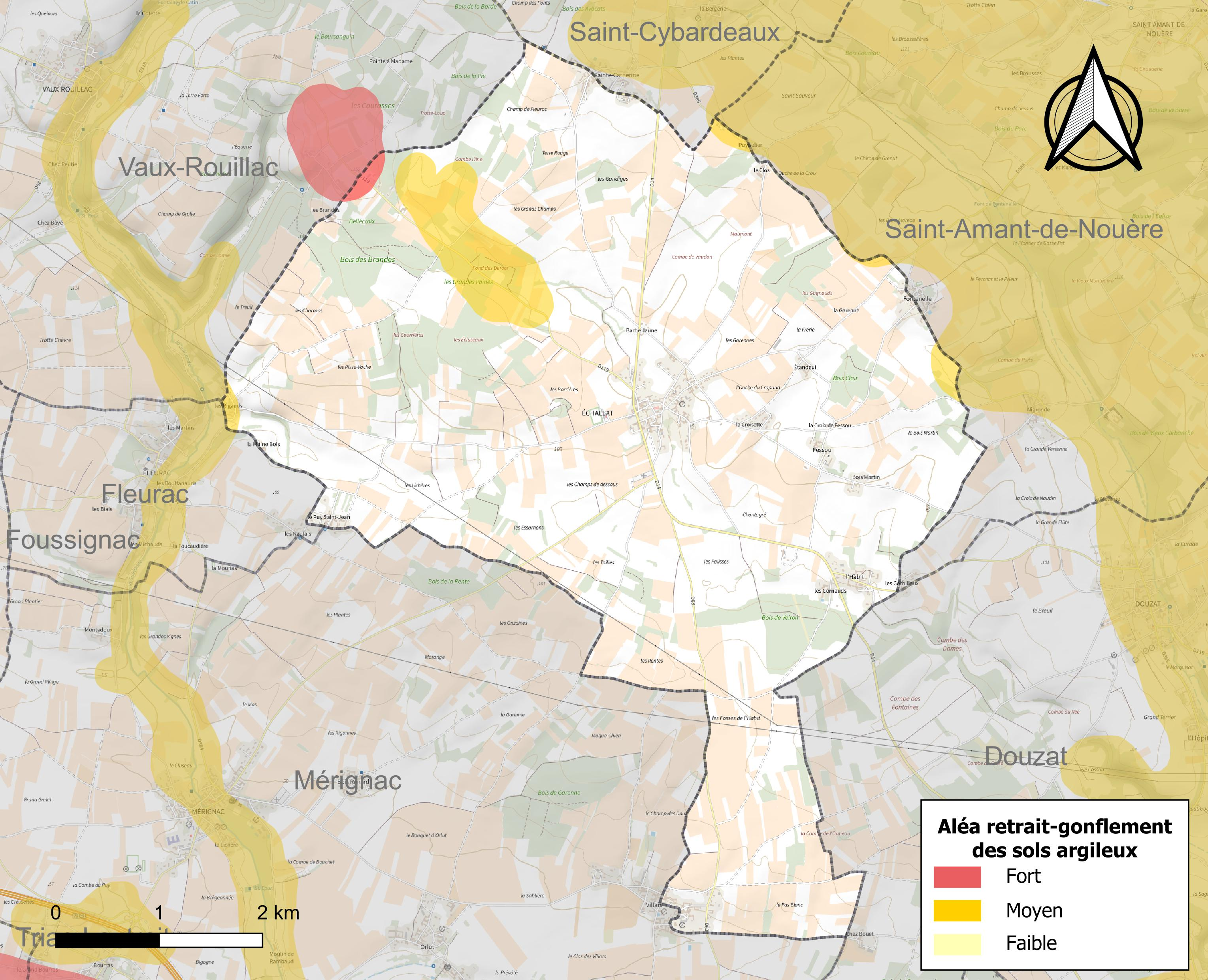
Carte des zones d'aléa retrait-gonflement des sols argileux d'Échallat.

Le retrait-gonflement des sols argileux est susceptible d'engendrer des dommages importants aux bâtiments en cas d’alternance de périodes de sécheresse et de pluie. 4,9 % de la superficie communale est en aléa moyen ou fort (67,4 % au niveau départemental et 48,5 % au niveau national). Sur les 239 bâtiments dénombrés sur la commune en 2019, 13 sont en aléa moyen ou fort, soit 5 %, à comparer aux 81 % au niveau départemental et 54 % au niveau national. Une cartographie de l'exposition du territoire national au retrait gonflement des sols argileux est disponible sur le site du BRGM,.
Par ailleurs, afin de mieux appréhender le risque d’affaissement de terrain, l'inventaire national des cavités souterraines permet de localiser celles situées sur la commune.
Concernant les mouvements de terrains, la commune a été reconnue en état de catastrophe naturelle au titre des dommages causés par des mouvements de terrain en 1999.

## Toponymie
Les formes anciennes sont Eschalato en 1290, Eychalato, Eycalato en 1330, Eschalaco en 1340.
L'origine du nom d'Échallat remonterait au mot bas latin scalatus qui désigne une clôture de branches d'arbres disposées en forme d'échelle,.

## Histoire
Au Moyen Âge, le territoire communal était en grande partie occupé par la forêt de Marange. Cette forêt appartenant aux comtes d'Angoulême séparait les anciens diocèses d'Angoulême et de Saintes, et fut partagée en petits fiefs lors de son défrichement pour la mise en valeur des terres, en vignes et céréales. Pour la justice, ces fiefs étaient du ressort de la prévôté de Châteauneuf.
Les registres de l'état civil remontent à 1544.
Au sud de la commune, Villars-Marange (à cheval sur la commune de Mérignac), était un rendez-vous de chasse. Avant la Révolution, les habitants avaient le droit de couper du bois dans la forêt pour subvenir à leurs besoins.
Au début du XXe siècle, une carrière de pierre de taille était exploitée à l'ouest du bourg.

### Route de la poste
Avant le XVIIIe siècle, Échallat  était situé sur l'ancienne route de la poste entre Paris et Bordeaux, directe entre Chaunay et Barbezieux par Villefagnan, Aigre, Moulidars et Châteauneuf, avant que celle-ci ne soit déviée pour desservir Angoulême par Turgot, intendant de la généralité de Limoges,,,.

## Politique et administration

### Liste des maires
| Période                                  | Période      | Identité     | Étiquette | Qualité                                                                              |
| ---------------------------------------- | ------------ | ------------ | --------- | ------------------------------------------------------------------------------------ |
| Les données manquantes sont à compléter. |              |              |           |                                                                                      |
| depuis 1995                              | janvier 2009 | James Sallet | UMP       | Cadre Industrie pharmaceutique retraité                                              |
| Mars 2009                                | mars 2020    | Alain Laidet | SE        | Viticulteur                                                                          |
| Mars 2020                                | En cours     | Alain Briand | SE        | Ingénieur retraité au Commissariat à l'énergie atomique et aux énergies alternatives |

### Fiscalité
La fiscalité est d'un taux de 19,05 % sur le bâti, 42,20 % sur le non bâti, et 8,37 % pour la taxe d'habitation (chiffres 2007).
La communauté de communes de Rouillac prélève 10,80 % de taxe professionnelle.

### Politique environnementale
Dans son palmarès 2024, le Conseil national de villes et villages fleuris de France a attribué une fleur à la commune.

## Démographie

### Évolution démographique
L'évolution du nombre d'habitants est connue à travers les recensements de la population effectués dans la commune depuis 1793. Pour les communes de moins de 10 000 habitants, une enquête de recensement portant sur toute la population est réalisée tous les cinq ans, les populations de référence des années intermédiaires étant quant à elles estimées par interpolation ou extrapolation. Pour la commune, le premier recensement exhaustif entrant dans le cadre du nouveau dispositif a été réalisé en 2005.

En 2022, la commune comptait 481 habitants, en évolution de −3,41 % par rapport à 2016 (Charente : −0,48 %, France hors Mayotte : +2,11 %).
| 1793  | 1800  | 1806  | 1821  | 1831 | 1841 | 1846 | 1851 | 1856 |
| ----- | ----- | ----- | ----- | ---- | ---- | ---- | ---- | ---- |
| 1 036 | 1 046 | 1 043 | 1 059 | 816  | 843  | 899  | 855  | 850  |

| 1861 | 1866 | 1872 | 1876 | 1881 | 1886 | 1891 | 1896 | 1901 |
| ---- | ---- | ---- | ---- | ---- | ---- | ---- | ---- | ---- |
| 865  | 895  | 872  | 822  | 768  | 679  | 637  | 611  | 600  |

| 1906 | 1911 | 1921 | 1926 | 1931 | 1936 | 1946 | 1954 | 1962 |
| ---- | ---- | ---- | ---- | ---- | ---- | ---- | ---- | ---- |
| 575  | 567  | 535  | 520  | 516  | 499  | 502  | 517  | 454  |

| 1968 | 1975 | 1982 | 1990 | 1999 | 2005 | 2006 | 2010 | 2015 |
| ---- | ---- | ---- | ---- | ---- | ---- | ---- | ---- | ---- |
| 402  | 400  | 407  | 426  | 423  | 431  | 439  | 491  | 499  |

| 2020 | 2022 | - | - | - | - | - | - | - |
| ---- | ---- | - | - | - | - | - | - | - |
| 483  | 481  | - | - | - | - | - | - | - |

### Pyramide des âges
La population de la commune est relativement âgée.
En 2018, le taux de personnes d'un âge inférieur à 30 ans s'élève à 27,3 %, soit en dessous de la moyenne départementale (30,2 %). À l'inverse, le taux de personnes d'âge supérieur à 60 ans est de 33,5 % la même année, alors qu'il est de 32,3 % au niveau départemental.
En 2018, la commune comptait 243 hommes pour 249 femmes, soit un taux de 50,61 % de femmes, légèrement inférieur au taux départemental (51,59 %).
Les pyramides des âges de la commune et du département s'établissent comme suit.
| Hommes | Classe d’âge | Femmes |
| ------ | ------------ | ------ |
| 1,3    | 90 ou +      | 2,5    |
| 7,9    | 75-89 ans    | 12,7   |
| 22,2   | 60-74 ans    | 20,5   |
| 23,8   | 45-59 ans    | 20,9   |
| 16,3   | 30-44 ans    | 17,2   |
| 12,1   | 15-29 ans    | 13,5   |
| 16,3   | 0-14 ans     | 12,7   |

| Hommes | Classe d’âge | Femmes |
| ------ | ------------ | ------ |
| 1      | 90 ou +      | 2,7    |
| 9,2    | 75-89 ans    | 12     |
| 20,6   | 60-74 ans    | 21,3   |
| 20,7   | 45-59 ans    | 20,3   |
| 16,8   | 30-44 ans    | 16     |
| 15,6   | 15-29 ans    | 13,4   |
| 16,1   | 0-14 ans     | 14,3   |

## Économie

### Agriculture
La viticulture occupe une partie importante de l'activité agricole. La commune est classée dans les Fins Bois, dans la zone d'appellation d'origine contrôlée du cognac.

## Équipements, services et vie locale

### Enseignement
L'école est un RPI entre Vaux-Rouillac, Douzat et Échallat. Vaux-Rouillac et Douzat accueillent l'école élémentaire et Échallat l'école primaire. Le secteur du collège est Rouillac.

## Lieux et monuments

### Patrimoine religieux
L'église paroissiale Saint-Maurice date de la fin du XIIe siècle. Elle a été remaniée et fortifiée au XVe siècle et son clocher a été construit au XVIIe siècle. C'était primitivement le prieuré Saint-Maurice donné par Pierre Laumond, évêque d'Angoulême de 1159 à 1182 à l'abbaye de La Couronne, de l'ordre augustinien.
La nef est composée de cinq travées étroites avec coupole sur pendentifs ovale et abside à chevet plat qui a été voutée d'ogives au XVe siècle, époque où elle a été fortifiée.
Elle a été inscrite monument historique en 1986.
L'église jouxte au sud-est l'ancien logis prieural datant principalement des XVe et XVIIe siècles.

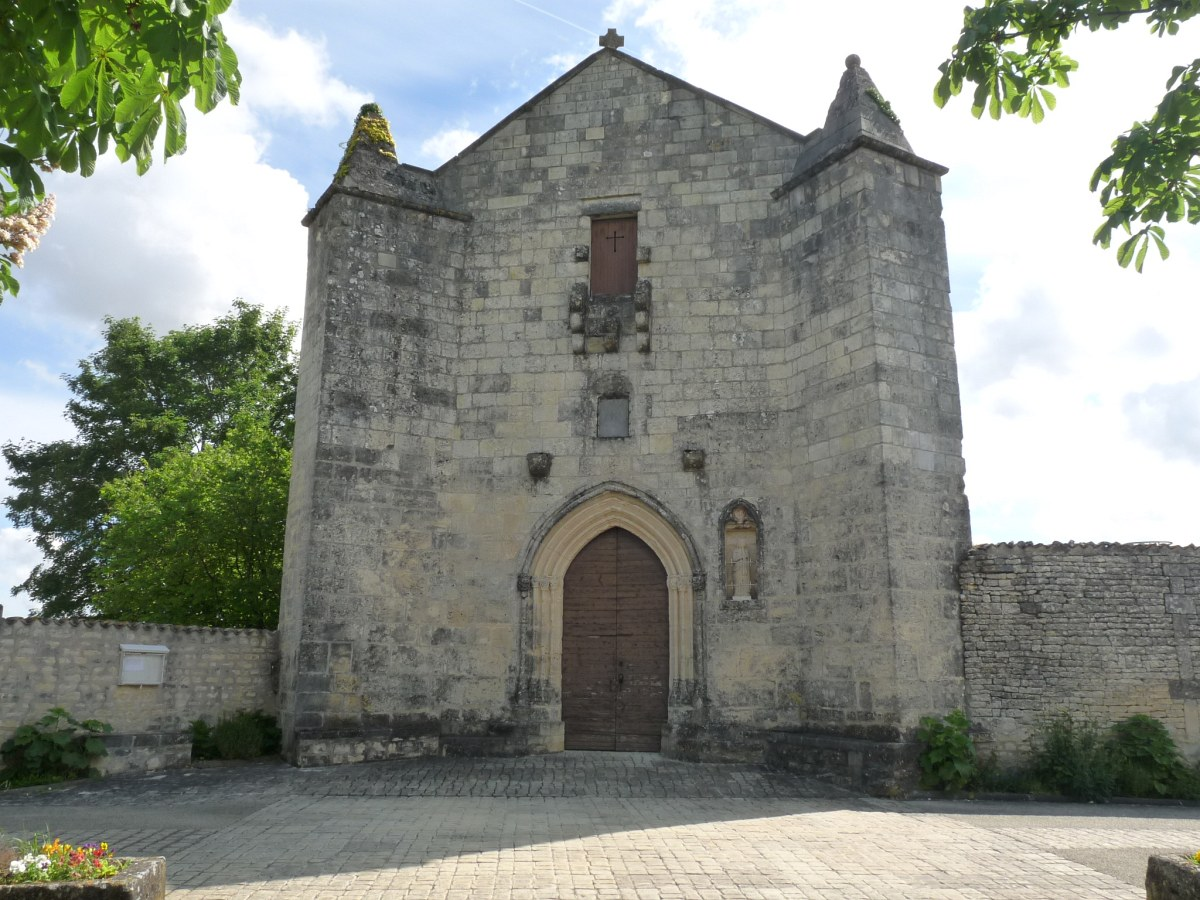
Façade.
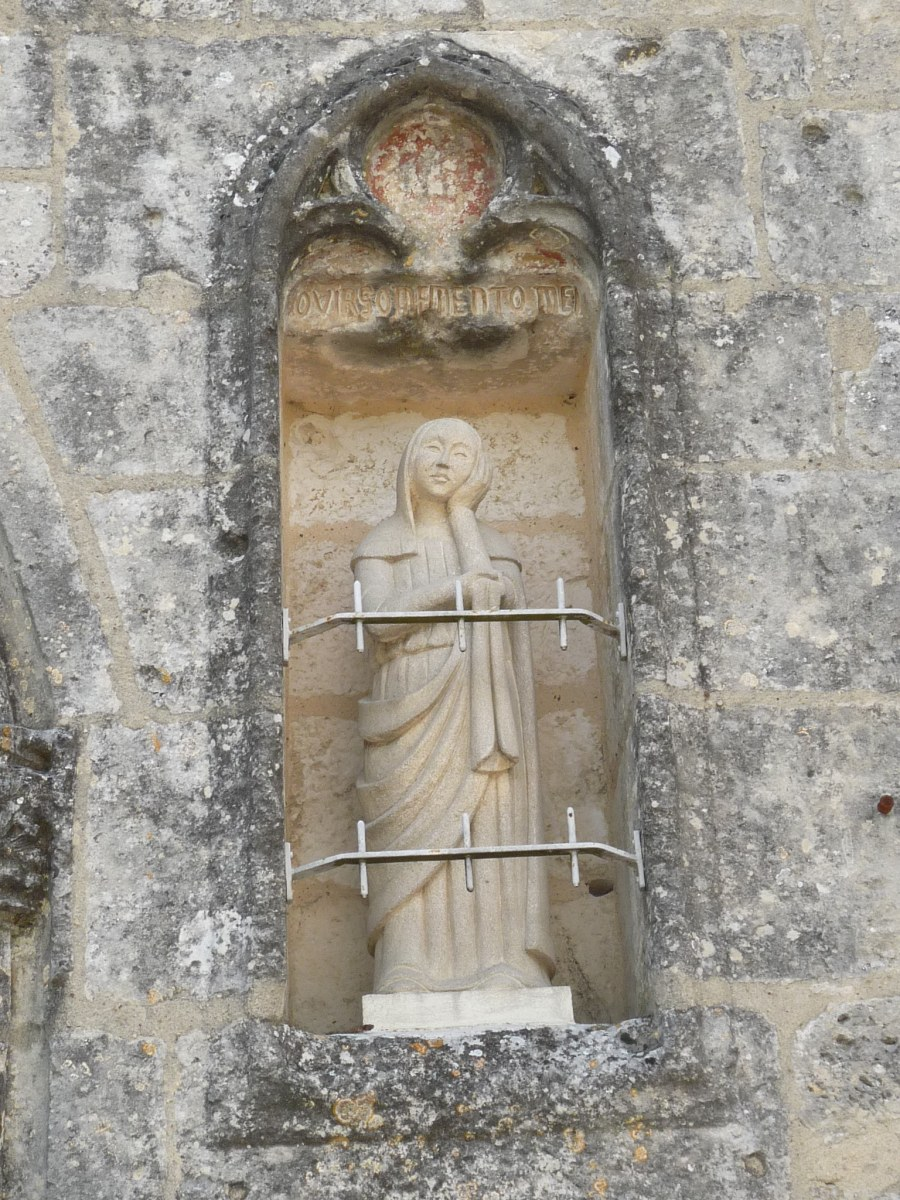
Statue de la Vierge inscrite .« O Virgo memento mei »
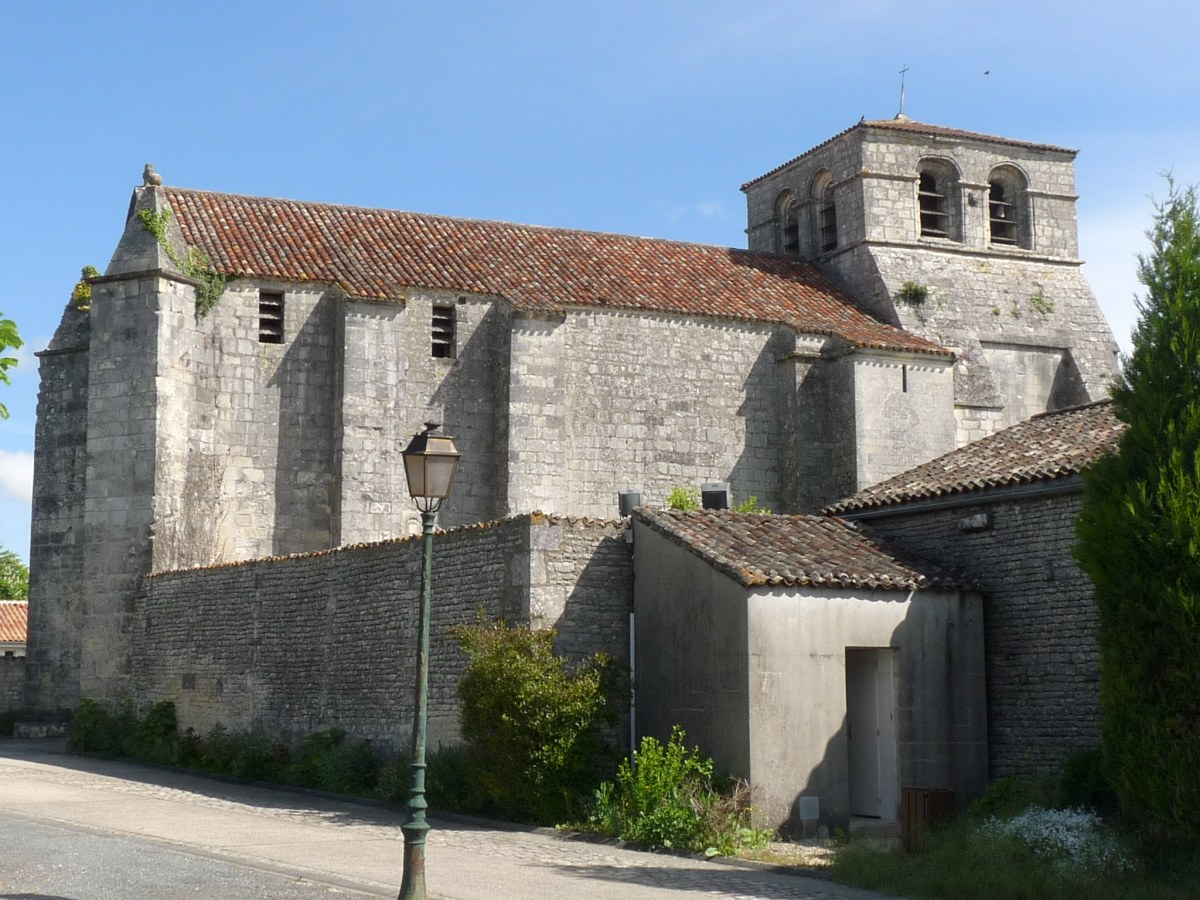
Vue du sud et clocher.
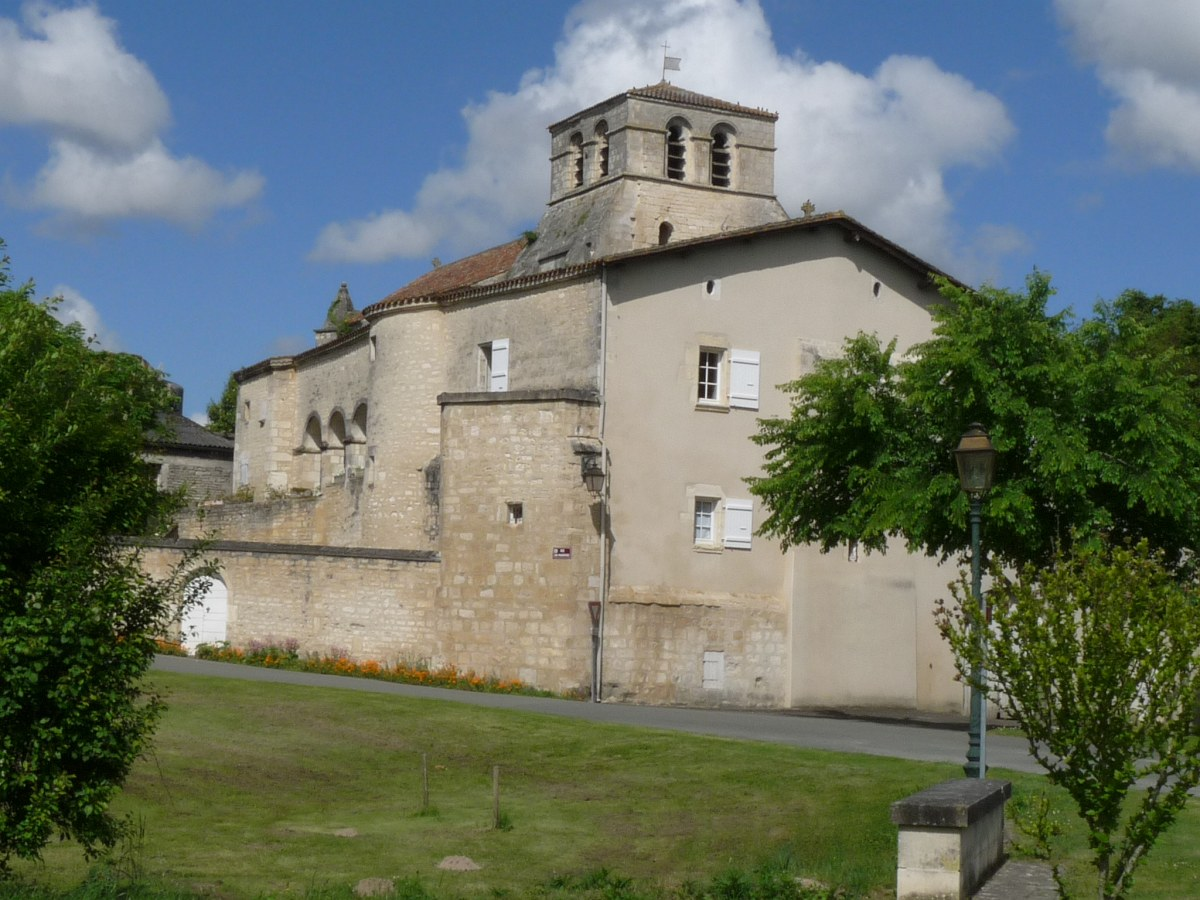
Vue de l'est avec le prieuré.

### Patrimoine civil

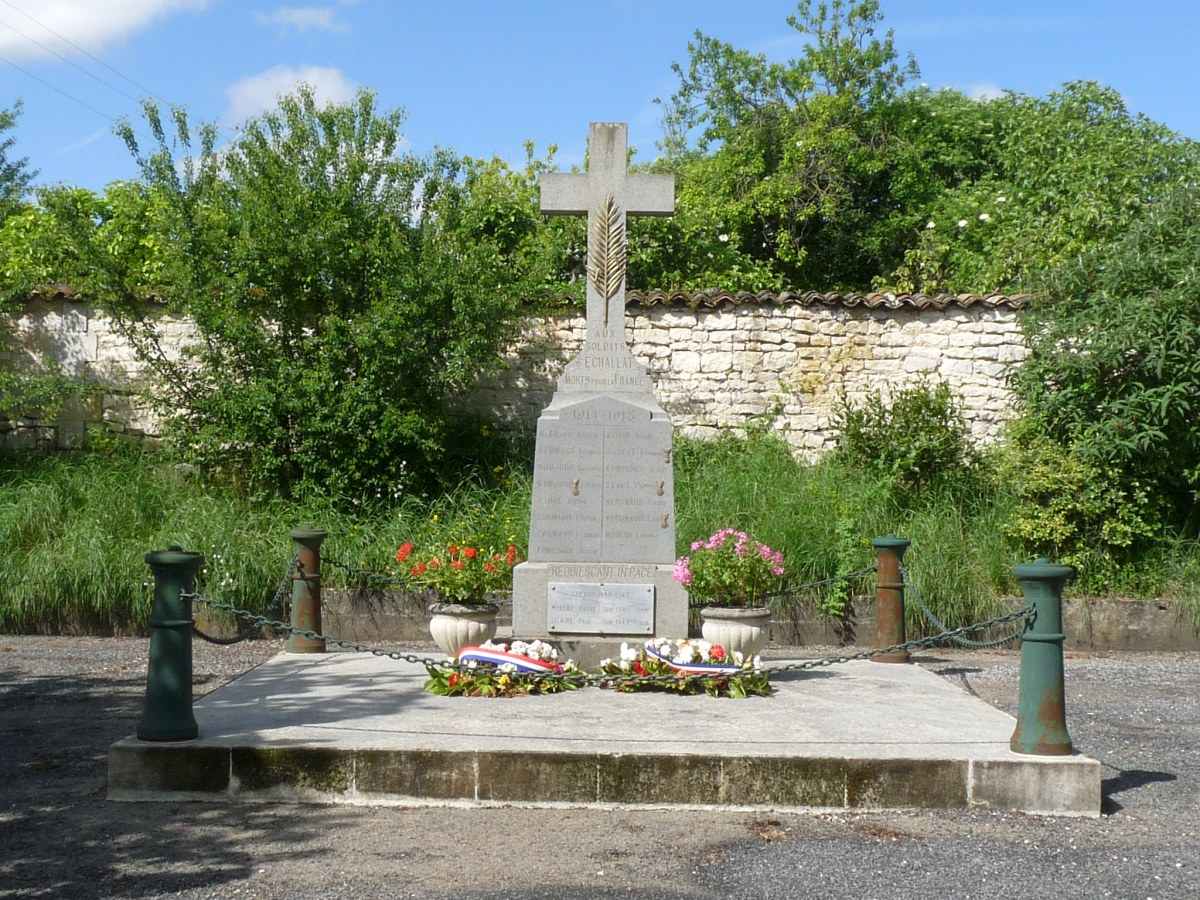
Monument aux morts.
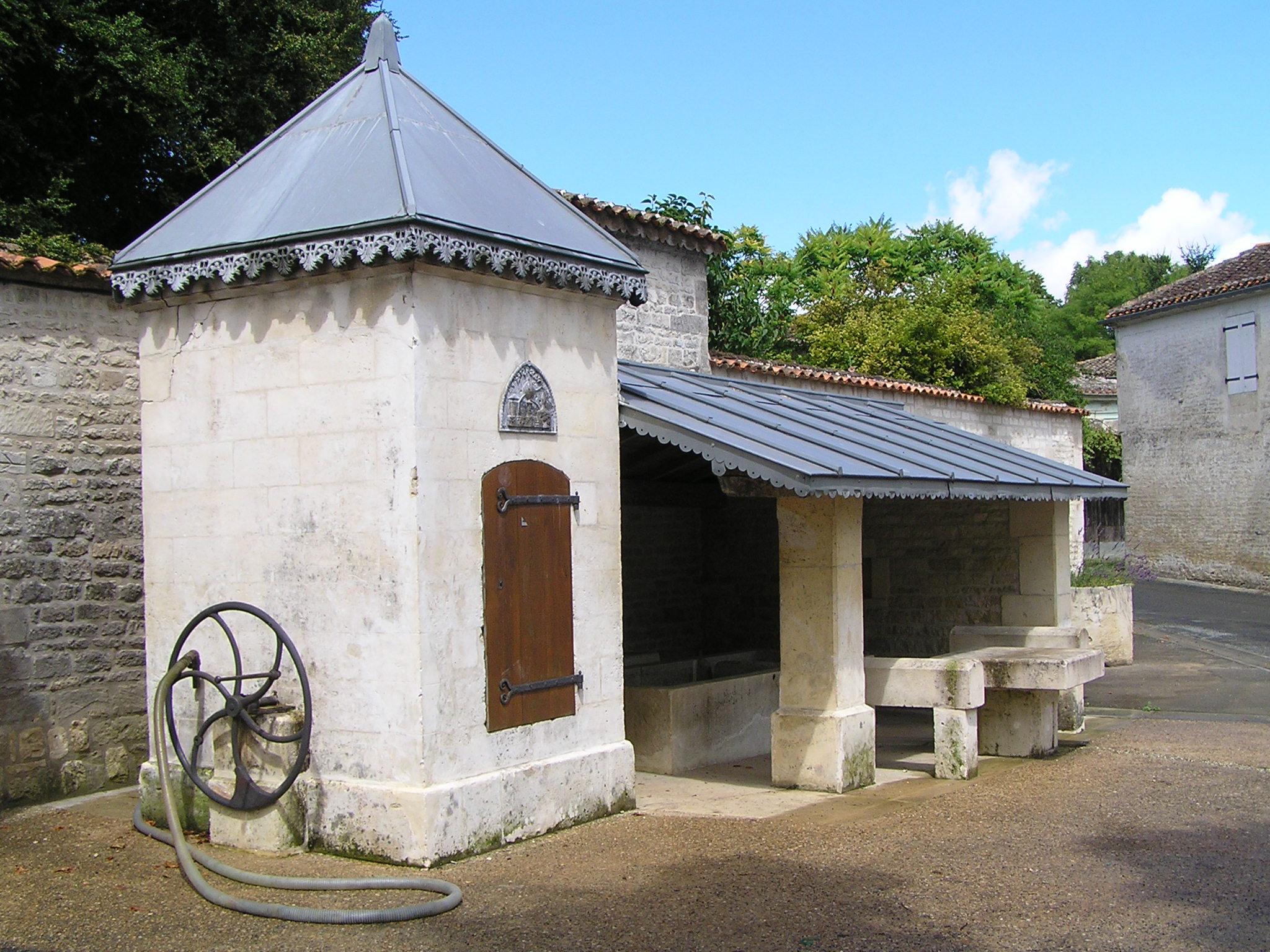
Fontaine et
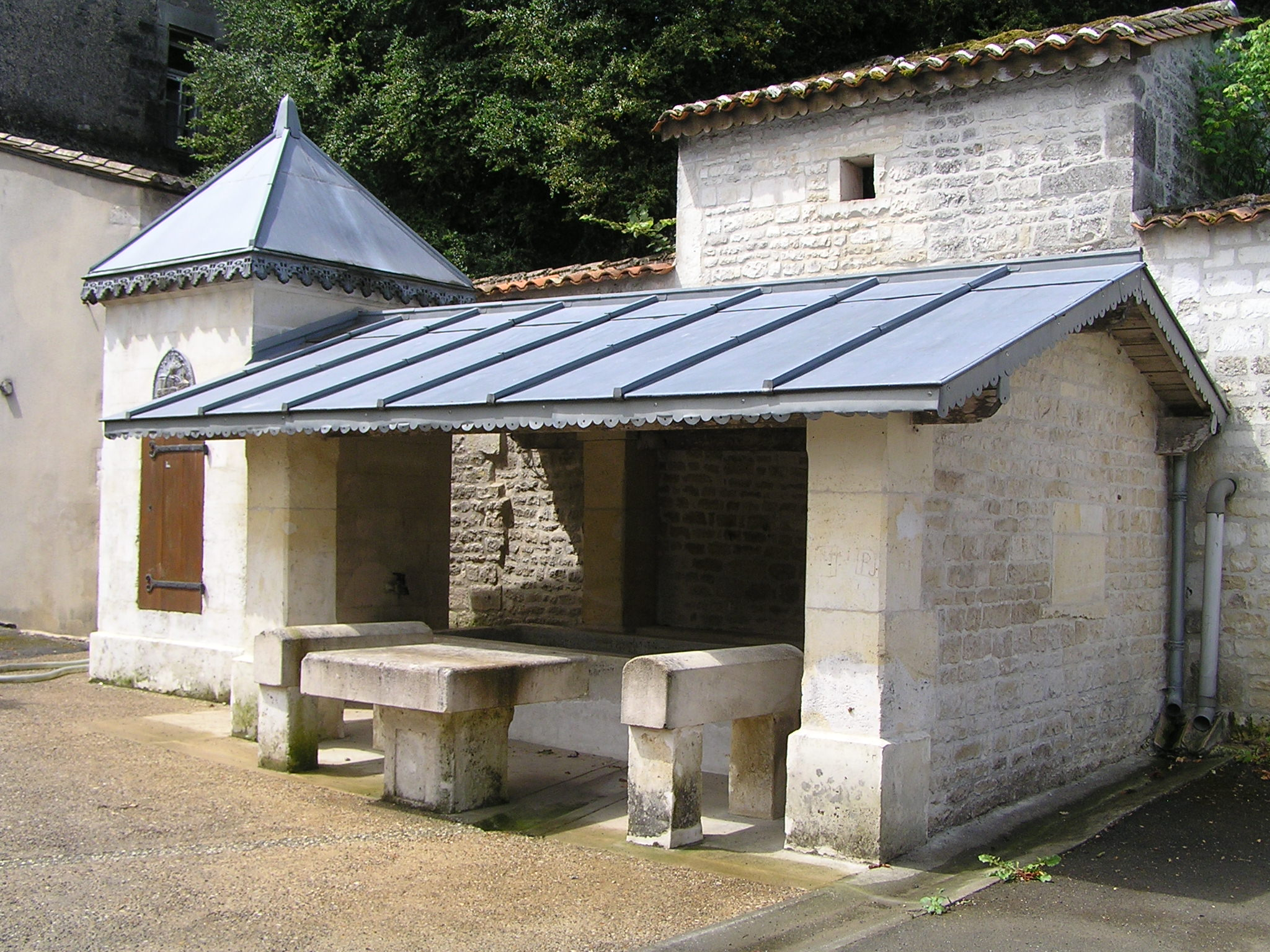
lavoir.
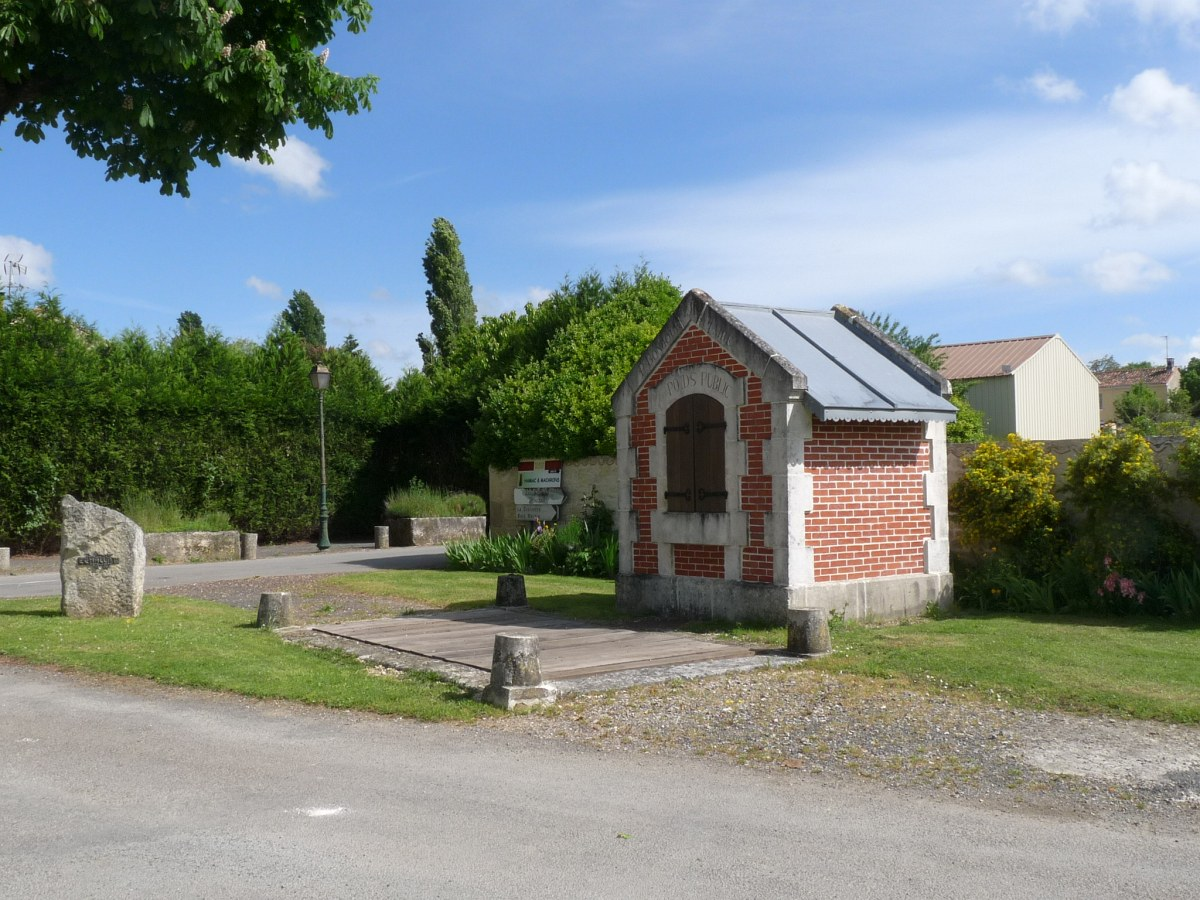
Poids public.
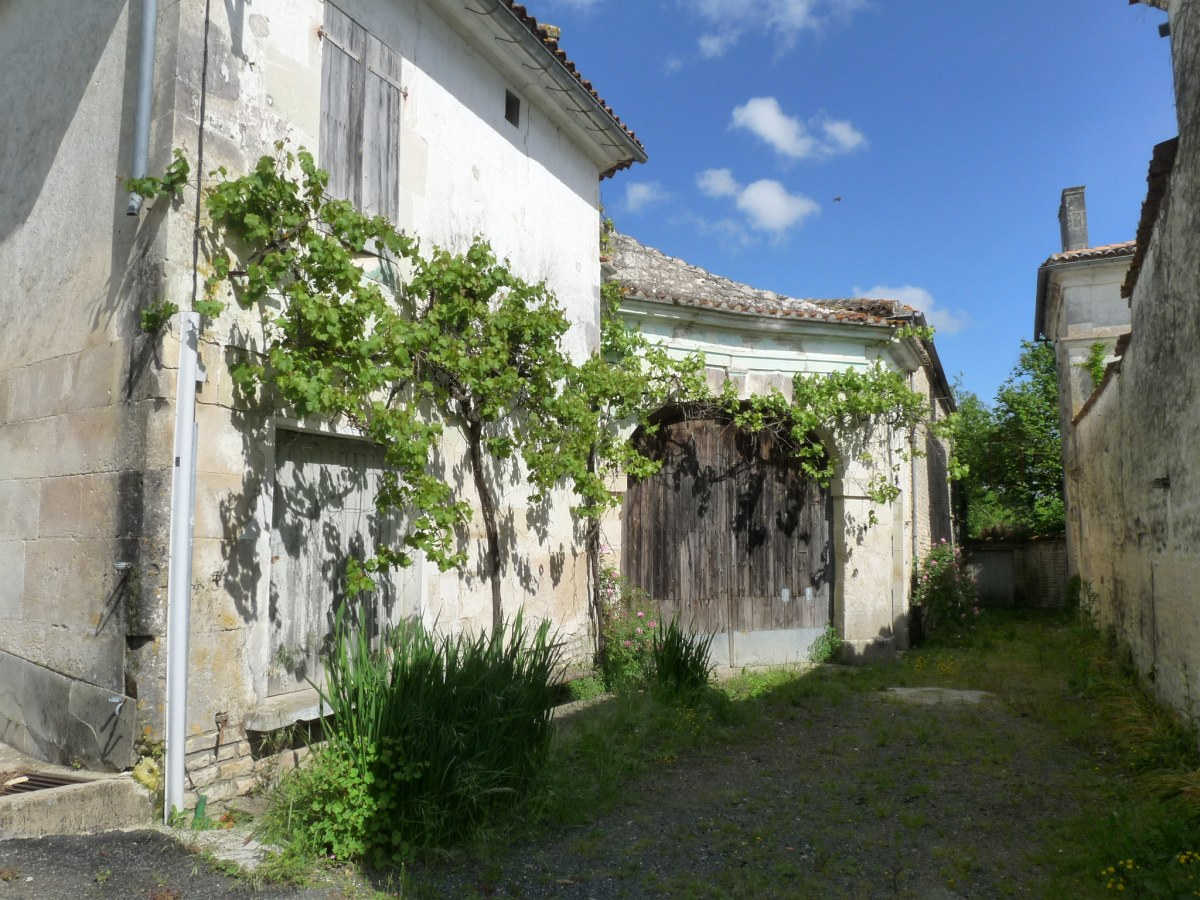
Ruelle du bourg avec portail.

### Personnalités liées à la commune
- Michel Marvaud-Baudet (1743-1820), homme politique français, né à Échallat.